# Fabela
Para el académico, véase: Isidro Fabela.
El fabela, también conocido como fabella (del diminutivo latino de faba, 'haba'), es un pequeño hueso sesamoideo que se encuentra en algunos mamíferos incrustado en el tendón de la cabeza lateral del músculo gastrocnemio (gemelos) detrás del cóndilo lateral del fémur.
Es una variante de la anatomía normal, presente en los seres humanos entre el 10 y el 30 % de los individuos. En raras ocasiones, hay dos o tres de estos huesos (fabela bi- o tripartita). Puede ser confundido con un cuerpo suelto o de osteofitos.
El fabela es un hallazgo normal en las radiografías del perro y el gato, y ambos fabellae, medial y lateral, son típicamente presentes.